# Lijst van kleinste vrouwen
Dit is een lijst van de kleinste vrouwen.
| Naam             | Lengte | Opmerkingen | Leven      |
| ---------------- | ------ | --- | ---------- |
| Pauline Musters  | 61 cm  | Erkend door het Guinness World Records als kleinste vrouw ooit.                                                                | 1876–1895  |
| Jyoti Amge       | 62 cm  | Kleinste in leven zijnde vrouw.                                                                                                | 1993–heden |
| Lucia Zarate     | 61 cm  | Eerste bestudeerd voorbeeld van Majewski osteodysplastisch primordiale dwerggroei (MOPD) type II.                              | 1864–1890  |
| Madge Bester     | 65 cm  | Kleinste vrouw uit Afrika. | 1963–2018  |
| Bridgette Jordan | 69 cm  | Voormalige kleinste in leven zijnde vrouw; samen met haar broer Brad Jordan zijn zij de kleinste in leven zijnde broer en zus. | 1989–heden |
| Hatice Kocaman   | 71 cm  | Voormalig kleinste in leven zijnde vrouw.                                                                                      | 1989–heden |